# Lekanesphaera hookeri
Lekanesphaera hookeri — морські Ізоподи, що мешкають серед водної рослинності та на каміннях літоралі вздовж берегів Європи, на півночі сягає Балтійського моря.